# Критархія
Критархія (від дав.-гр. κριτής — судити і ἄρχω — влада) — політична система, в якій правосуддя є головним принципом чи першопричиною. Термін є оказіоналізмом англійського автора Роберта Сауті, яким він описав правління Судів у давньому Ізраїлі в п'ятому томі своєї книги «Доктор, і т. д.» (англ. "The doctor, &c."):
|  | І дуже можливо, що є німецькі професори Богослів'я, які на схожий манер простежать єврейську історію перед Самуїлом до балад про Самсона, Їфтаха, Гедеона, та інших героїв Критархії,.. Оригінальний текст (англ.) And very possibly there may be German professors of Divinity who in like manner trace the Jewish history before Samuel to the Lays of Samson, Jephthah, Gideon, and other heroes of the Kritarchy,.. |

## Приклади
Система влади суддями (івр. שופטים‎, шофтім) у племінній конфедерації давнього Ізраїлю в період часу описаного в Книзі Суддів, після завоювання Ісусом Навином Ханаану, і перед об'єднаною монархією під контролем Саула.
Сомалі правиться суддями в поліцентричній правовій системі хер.
Історія кельтських і германських племен перед і під час конфронтації з Римською імперією має приклади критархій. Також система була встановлена в середньовічній Ірландії до XIII ст., та у Фризії в XVI ст.

## У популярній культурі
Критархією є вигаданий режим у місті-державі Мега-сіті-1, фокус сюжетів з франшизи «Суддя Дредд».